# Nick Kellogg
Nick Kellogg (ur. 11 grudnia 1991 w Westerville) – amerykański koszykarz, występujący na pozycji rozgrywającego, obecnie zawodnik Tampereen Pyrintö.
Jego ojcem jest Clark Kellogg, były koszykarz Indiany Pacers, a następnie komentator sportowy.
25 września 2015 został zawodnikiem Startu Lublin. Po zakończeniu rozgrywek opuścił klub, po czym 15 listopada 2016 roku związał się z nim ponownie, zawierając kolejną umowę. 1 grudnia 2017 podpisał umowę z Chorale de Roanne Basket, występującym w II lidze francuskiej (Pro B). 25 stycznia 2018 opuścił klub.
11 grudnia 2019 dołączył do fińskiego Tampereen Pyrintö.

## Osiągnięcia
Stan na 12 grudnia 2019, na podstawie, o ile nie zaznaczono inaczej.
NCAA
- Uczestnik rozgrywek Sweet Sixteen turnieju NCAA (2012)
- Mistrz:
  - turnieju konferencji Mid-American (MAC – 2012)
  - sezonu regularnego MAC (2013)
- Zaliczony do:
  - I składu:
    - pierwszoroczniaków MAC (2011)
    - turnieju MAC (2012, 2014)

  - II składu MAC (2014)
- Uczestnik:
  - rozgrywek NCAA Sweet Sixteen (2012)
  - turnieju:
    - Portsmouth Invitational (2014)
    - NIT (2013)
    - CIT (2011, 2014)
- Lider konferencji Mid-American w:
  - skuteczności rzutów wolnych (2014)
  - liczbie celnych rzutów za 3 punkty (2014 – 87)